# 新民街东花园
新民街东花园位于山西省太原市杏花岭区新民北街49号，2000年9月21日列入第二批太原市文物保护单位。
新民街东花园建成于1916年，是阎锡山时代山西军政要员的住宅区，占地面积大约10,000平方米。整个建筑群坐北朝南，其内建有回廊、假山等。